# Hrabstwo Nye

Piramida wieku hrabstwa

Hrabstwo Nye przecina środkową część stanu Nevada. W roku 2004 liczba mieszkańców wynosiła 46 714. Stolicą jest Tonopah.

## Historia

Hrabstwo Bullfrog

Hrabstwo Nye powstało 1864 roku poprzez secesję z Esmeraldy. Nazwane na cześć Jamesa W. Nye, gubernatora Terytorium Nevady i senatora reprezentującego późniejszy stan. Siedzibą władz były: Ione City (1864), Belmont (1867) i Tonopah (1905).
W 1909 r. była próba utworzenia hrabstwa Bullfrog z części terytorium hrabstwa Nye, ale samorząd hrabstwa Nye odrzucił propozycję. W 1987 r. Legislatura Nevady je utworzyła. Miała powierzchnię 144 mil kwadratowych (370 km²) i eksterytorialną stolicę w Carson City. Było całkowicie otoczone hrabstwem Nye. Miało być niezamieszkane, nie zawierać dróg ani budynków i służyć jako miejsce do przechowywania odpadów promieniotwórczych.
Ponieważ hrabstwo Bullfrog nie miało być zamieszkane, jego urzędnicy mieli być wybierani przez gubernatora, zamiast w wyborach powszechnych. Wszystkie opłaty za składowanie odpadów promieniotwórczych trafiałyby bezpośrednio do skarbu stanowego.
W 1988 r. Sąd Najwyższy Nevady orzekł, że utworzenie takiego hrabstwa było sprzeczne z konstytucją. W 1989 r. hrabstwo Bullfrog zostało wcielone do hrabstwa Nye.

## Geografia
Całkowita powierzchnia wynosi 47 031 km² (18 159 mil²), z czego 47 000 km² (18 147 mil²) stanowi ląd, a 31 km² (12 mil², 0,07%) woda.
Nye jest trzecim, po San Bernardino w Kalifornii i Cococino w Arizonie, największym hrabstwem w całych USA (nie licząc okręgów Alaski). Większe niż razem wzięte stany Massachusetts, Rhode Island, New Jersey i Delaware. Zaledwie 3329 km² (7%) powierzchni stanowi własność prywatną, co jest przyczyną wielu kontrowersji. Pozostałe tereny należą do rządu federalnego. Znajduje się tutaj m.in. Poligon Nevada, na którym testowano broń atomową i Strefa Sił Powietrznych Nellis. W granicach hrabstwa znajdują się także Góra Yucca i niewielki fragment Parku Narodowego Doliny Śmierci. Którego większa część jest w hrabstwie Inyo, stanu Kalifornia.
Niemal cała populacja zamieszkuje Pahrump na południu. Pomiędzy Pahrump i Tonopah znajduje się Strefa Sił Powietrznych Nellis.
Wschodnią część hrabstwa zajmuje pustynia Amargosa.

### CDP
- Beatty
- Gabbs
- Pahrump
- Tonopah

### Wymarłe miasta
- Belmont
- Rhyolite
- Warm Springs
- Delamar

### Sąsiednie hrabstwa
- Hrabstwo Esmeralda – zachód
- Hrabstwo Mineral – zachód
- Hrabstwo Churchill – północny zachód
- Hrabstwo Lander – północ
- Hrabstwo Eureka – północ
- Hrabstwo White Pine – północny wschód
- Hrabstwo Lincoln – wschód
- Hrabstwo Clark – południowy wschód
- Hrabstwo Inyo w Kalifornii – południe